# Yared Zinabu
Yared Zinabu (Addis Abeba, 22 giugno 1989) è un calciatore etiope, centrocampista del Saint-George SA.

## Carriera

### Club
Ha sempre giocato nel campionato etiope.

### Nazionale
Ha partecipato alla Coppa d'Africa del 2013.

## Palmarès

### Club

#### Competizioni nazionali
- Campionato etiope: 2

Saint-George: 2011-2012, 2013-2014
- Coppa di Etiopia: 1

Saint-George: 2011